# Hôtel de Fayolle (Périgueux)
Pour les articles homonymes, voir Hôtel de Fayolle.
L'hôtel de Fayolle (également appelé hôtel de Cablanc) est un hôtel particulier français implanté à Périgueux dans le département de la Dordogne, en région Nouvelle-Aquitaine. Il a été édifié au XVIIe siècle.

## Présentation
L'hôtel de Fayolle se situe en Périgord blanc, au centre du département de la Dordogne, dans le secteur sauvegardé du centre-ville de Périgueux. Ses terrasses surplombent la rive droite de l'Isle. C'est une propriété privée dont les salles peuvent être louées pour différentes manifestations.

## Histoire

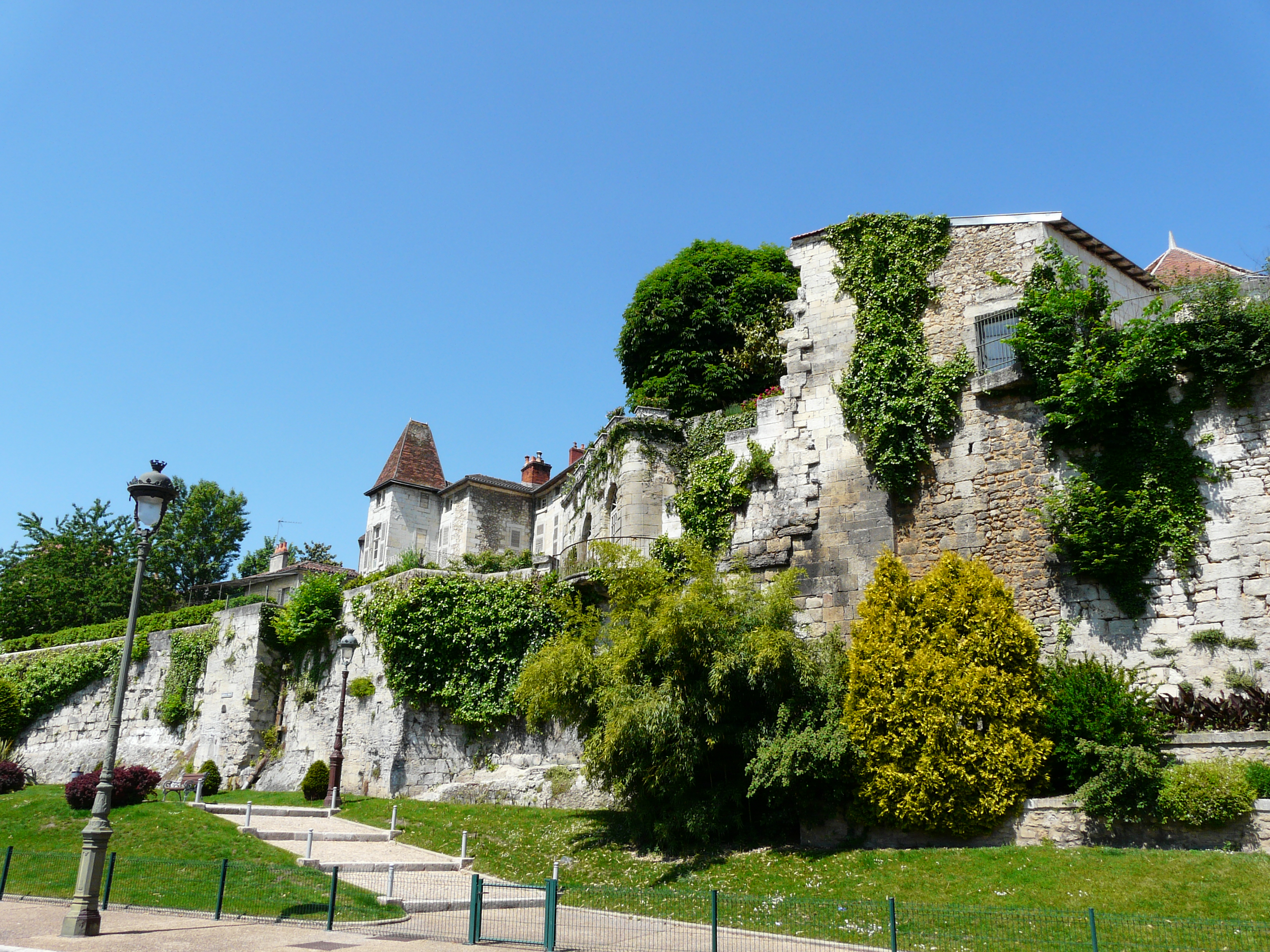
L'hôtel de Fayolle au-dessus du square d'Amberg

La construction de l'hôtel de Cablanc (ancien nom de l'hôtel de Fayolle) s'effectue à la demande de la famille de Cablanc et remonte à la première moitié du XVIIe siècle, à l'époque où Louis XIII régnait sur la France en s'appuyant sur la tour Barbecane, reste des fortifications qui défendaient le Puy-Saint-Front (cité médiévale correspondant au centre historique de Périgueux) au bord de l'Isle. Ses jardins descendent alors jusqu'à l'Isle.
Ensuite vont se succéder les familles Foucault, de Galard, de Rastignac, de Montferrand et de Larigaudie.
En 1858, la famille de Larigaudie cède la tour Barbecane qui va être détruite en 1864 pour permettre le passage le long de l'Isle de la route impériale 21 de Paris à Barèges (actuel boulevard Georges Saumande).
En 1891, le comte Félix de Fayolle devient propriétaire de l'hôtel qui porte désormais son nom.
En 1970, le portail du XVIIe siècle est inscrit aux monuments historiques.
En 1989, la partie basse du domaine est achetée au marquis de Fayolle par la ville de Périgueux pour y réaliser l'année suivante un modeste jardin public le long du boulevard Georges Saumande, le square d'Amberg.

## Architecture
Deux ailes en équerre se rejoignant au nord-ouest composent le logis qui longe les rues Barbecane et de l'Abreuvoir. Le long de le rue de l'Abreuvoir, étroite ruelle en escaliers, la façade est aveugle avec des fausses fenêtres. La façade sud donne sur les terrasses dominant l'Isle. La façade nord débouche sur la rue Barbecane.
À l'intérieur, la copie d'une cheminée monumentale du XVIe siècle du château de Rognac, a été réalisée au XIXe siècle.

## Galerie de photos

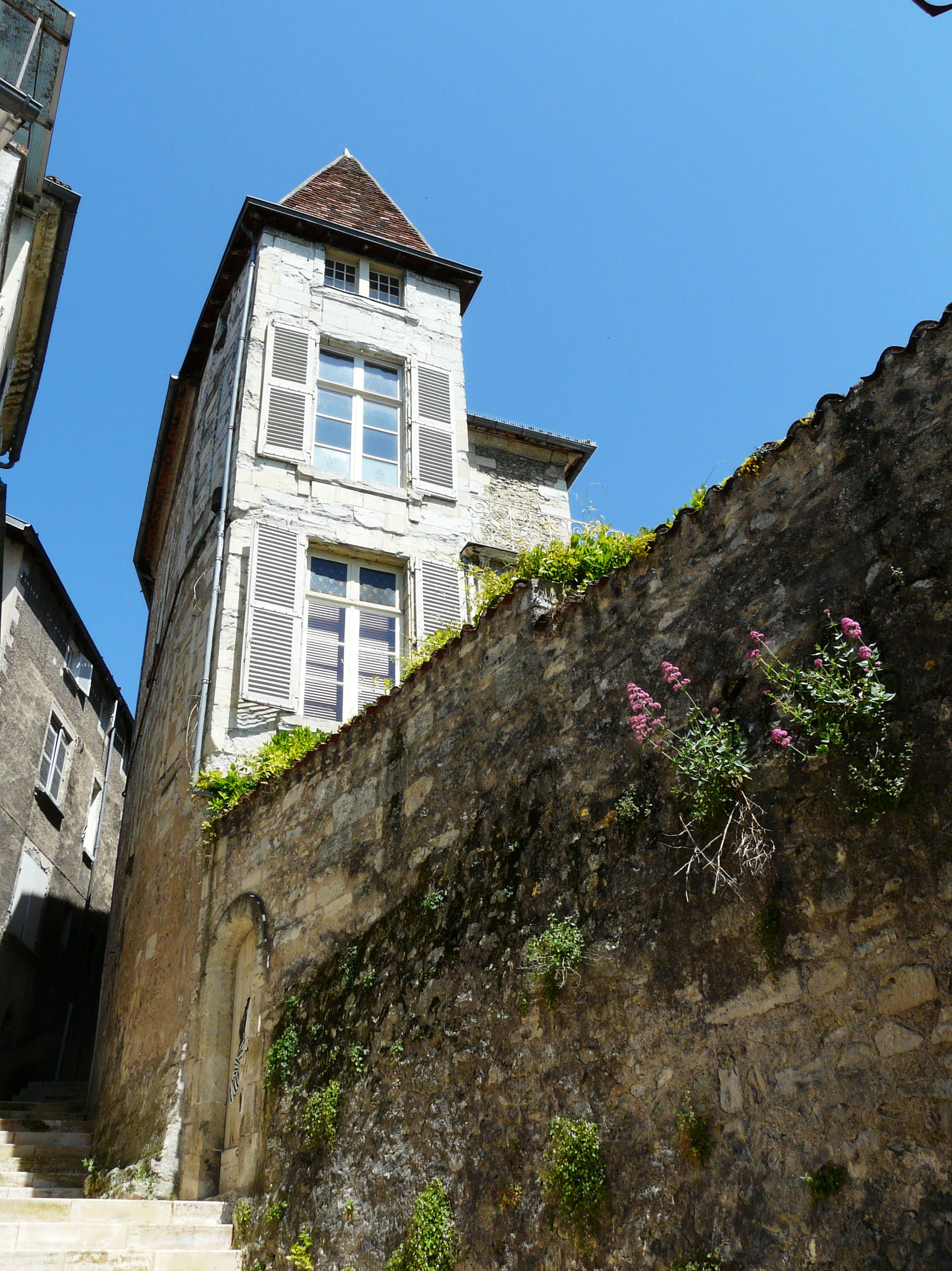
La rue de l'Abreuvoir longe le logis ouest
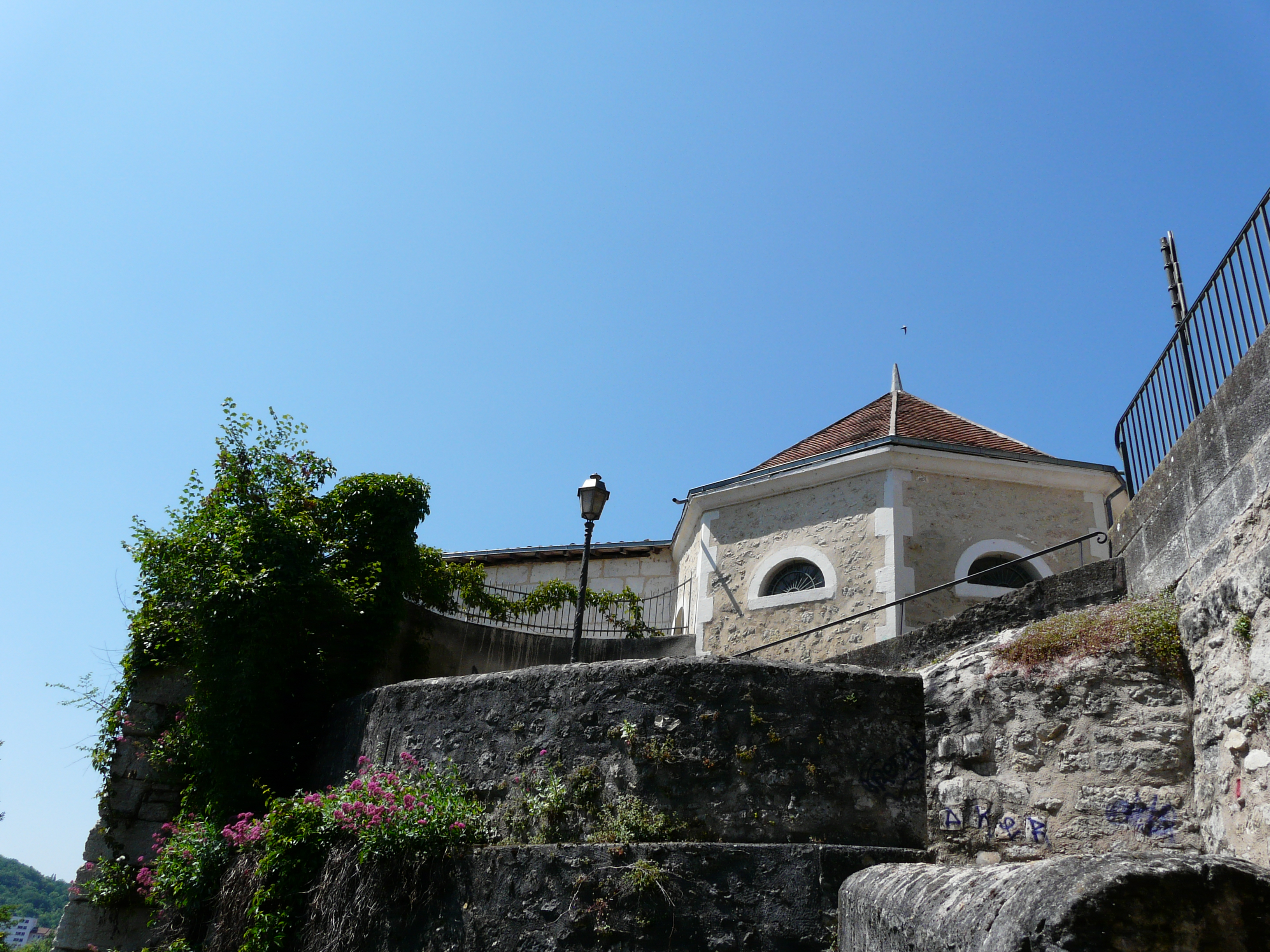
Un pavillon hexagonal ferme le côté est du domaine
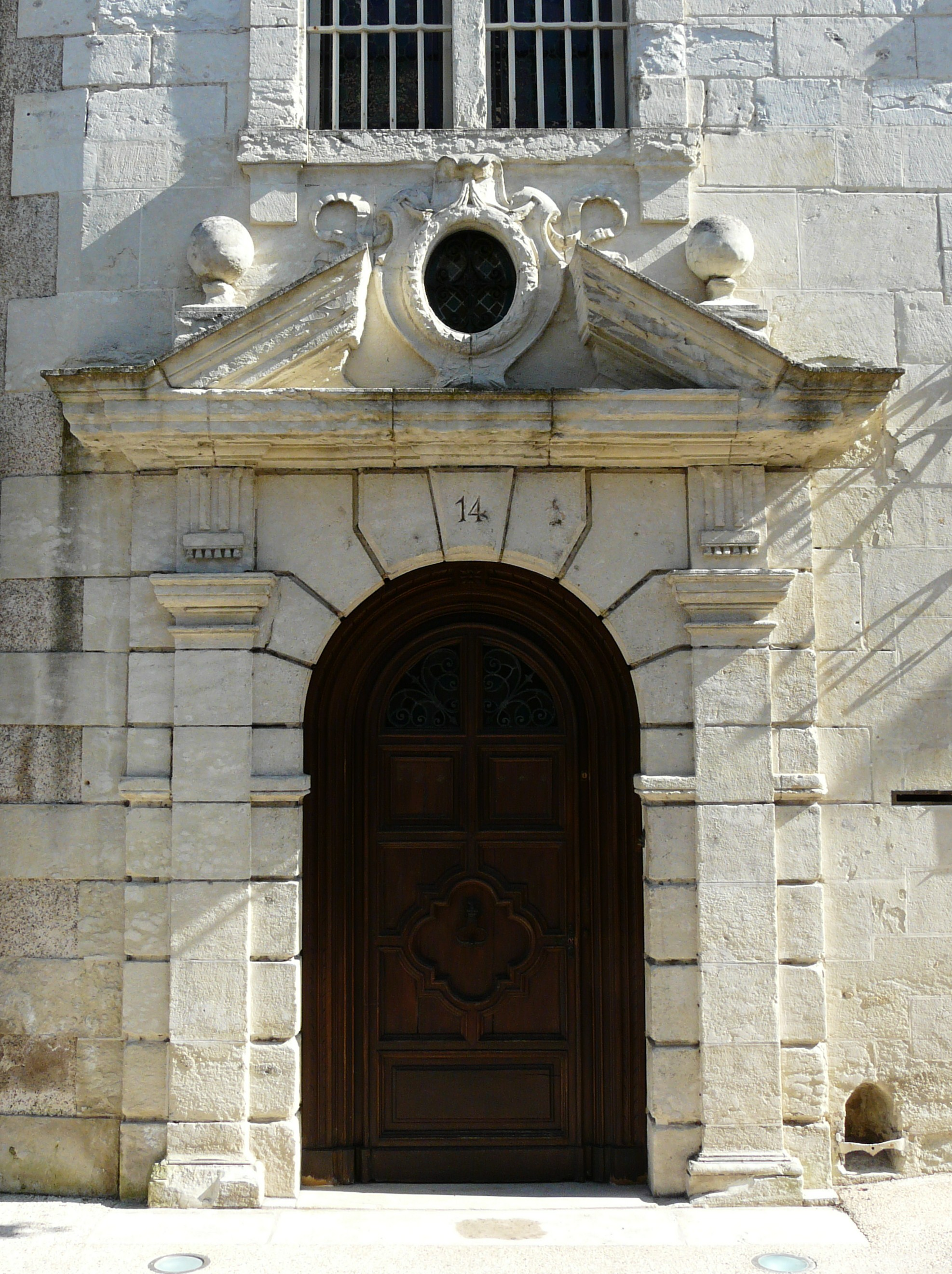
L'entrée, rue Barbecane